# مقتل يفغيني نوجين
كان يفغيني أناتوليفيتش نوجين (1967 - نوفمبر 2022) قاتلًا روسيًا مدانًا تم تجنيده في مجموعة فاغنر أثناء الغزو الروسي لأوكرانيا 2022.
وكان أسير حرب في أوكرانيا ، وتم إعدامه في وقت لاحق بإجراءات موجزة من قبل مجموعة فاغنر بتهمة الخيانة.

## حياته
ولد نوجين عام 1967 في كازاخستان.  خدم في شبابه في وزارة الداخلية في الجيش الروسي وبعد انتهاء خدمته استقر في نيجني نوفغورود. وفي عام 1999، قتل شخصًا وأصاب آخر، ووسجن بسبب هذا لمدة 24 عامًا. في السجن، تزوج من امرأة تدعى أولغا فيكتوروفنا وأنجب منها ولدين. وحُكم عليه بالسجن أربع سنوات إضافية بتهمة محاولته الهروب.
وأمضى السنوات الأربع الأولى من عقوبته في معسكرات الأشغال الشاقة في شمال الأورال. وفي وقت لاحق، تم إرساله إلى سجن في منطقة ريازان. بعد ثلاث سنوات، تم إرساله إلى فلاديمير ثم عاد إلى ريازان. أثناء وجوده في السجن، كان يستخدم حسابات التواصل الإجتماعي. وأعرب عن دعمه لضم شبه جزيرة القرم وغزو أوكرانيا.

## الأسر في أوكرانيا
وذكر نوجين أنه انضم إلى مجموعة فاغنر بعد أن زار يفغيني بريجوجين سجنه في منطقة ريازان. بعد التدريب لمدة سبعة أيام، في 25 أغسطس تم إرساله إلى منطقة لوهانسك. في 2 سبتمبر وصل إلى خط المواجهة. وفي 4 سبتمبر قرر الاستسلام. أُسر نوجين على يد الأوكران وأصبح أسير حرب، قام الصحفي يوري بوتوسوف بمقابلة معه، وقال إنه انضم إلى مجموعة فاغنر فقط للخروج من السجن والاستسلام بسرعة لأوكرانيا. وقال إنه يعارض الغزو الروسي، وأعرب عن أمله في البقاء في أوكرانيا ورغبته في القتال من أجل القوات المسلحة الأوكرانية.

## الوفاة
في 13 نوفمبر، أصدرت قناة تيليغرام التابعة لمجموعة فاغنر مقطع فيديو بعنوان "مطرقة الانتقام" يُظهر "إعدام نوجين بتهمة الخيانة " باستخدام مطرقة ثقيلة. وأعلن يفغيني بريغوزين، رئيس مجموعة فاغنر، مسؤوليته عن مقتله قائلاً إنه "موت كلب من أجل الكلب". قال نوجين في هذا الفيديو إنه تم اختطافه في 11 نوفمبر 2022، أثناء سيره في شوارع كييف بأوكرانيا، رغم أنه من الممكن أن مجموعة فاغنر أجبرته على قول ذلك لتحذير الآخرين.
وفقًا لمجموعة حقوق الإنسان Gulagu.net ، فقد تم أسره مرة أخرى أو إعادته إلى الجيش الروسي الذي سلمه إلى مجموعة . وفقًا لقناة"Cheka-OGPU" في تيليغرام، تمت إعادة نوجين في 11 نوفمبر في عملية تبادل آسرى.
في 13 نوفمبر، دعا موقع Gulagu.net الرئيس الأوكراني فولوديمير زيلينسكي إلى التحقيق في كيفية انتهاء الأمر بنوجين في أسر مجموعة فاغنر على الرغم من استسلامه لأوكرانيا. ألقى أقارب نوجين في روسيا باللوم على أوكرانيا في السماح بقتله، على الرغم من أن أبنائه ذكروا أيضًا أن جهاز الأمن الفيدرالي الروسي "يبحث عنهم" لضمان صمتهم بشأن هذه المسألة. في 15 نوفمبر، قال ميخايلو بودولياك، مستشار الرئيس الأوكراني، إن نوجين وافق على المشاركة في تبادل الأسرى.
وقال مصدر في الجيش الأوكراني لبي بي سي إن نوجين أعيد إلى روسيا مقابل إطلاق سراح عشرين جنديا أوكرانيا من الأسر الروسي. رأى المصدر، وكذلك الصحفية رامينا إشاكزاي، التي أجرت مقابلة مع نوجين، أنه بمجرد أن يتمكنوا من الحصول على جنود أوكرانيين في المقابل، فإنهم لا يهتمون بما حدث لنوجين.
وفي روسيا، لم يفتح مكتب المدعي العام ولا لجنة التحقيق تحقيقاً. ديمتري بيسكوف، المتحدث باسم فلاديمير بوتين، عندما سئل عن الحادث، أجاب "هذا ليس من شأننا". وعلمت الأسرة بجريمة القتل من وسائل التواصل الاجتماعي.

## أرث
بعد مقتل حمادي بوتا، وهو فار من الجيش السوري، تعرض للضرب حتى الموت بمطرقة ثقيلة على يد أعضاء مجموعة فاغنر قبل أن يتم قطع رأسه وإضرام النار في جثته وتم تسجيل الفيديو في 2017، ومقتل يفغيني نوجين، جعلت مجموعة فاغنر المطارق الثقيلة جزءًا من علامتها التجارية. تصور القمصان والسلع الأخرى مطارق ثقيلة إلى جانب شعار فاغنر، وتصور أنصار وأعضاء المجموعة أنفسهم وهم يحملون مطارق ثقيلة حقيقية ونسخًا طبق الأصل في الصور التي تمت مشاركتها عبر الإنترنت.
في نوفمبر 2022، عندما اعتمد البرلمان الأوروبي قرارًا يصنف روسيا كدولة راعية للإرهاب، أرسل يفغيني بريجوزين مطرقة ثقيلة ملطخة بدماء مزيفة إلى البرلمان الأوروبي. قامت مجموعة من القوميين المتطرفين الروس بإلقاء مطارق ثقيلة على السفارة الفنلندية في موسكو، ونشر سيرجي ميرونوف، البرلماني الروسي، صورة لنفسه وهو يحمل مطرقة ثقيلة تحمل شعار فاغنر.